# Буковиці (Воловський повіт)
Буковиці (пол. Bukowice) — село в Польщі, у гміні Бжег-Дольний Воловського повіту Нижньосілезького воєводства.
Населення — 140 осіб (2011).
У 1975-1998 роках село належало до Вроцлавського воєводства.

## Демографія
Демографічна структура станом на 31 березня 2011 року:
|          | Загалом | Допрацездатний вік | Працездатний вік | Постпрацездатний вік |
| -------- | ------- | ------------------ | ---------------- | -------------------- |
| Чоловіки | 63      | 16                 | 42               | 5                    |
| Жінки    | 77      | 15                 | 47               | 15                   |
| Разом    | 140     | 31                 | 89               | 20                   |